# ОШ „Алекса Јакшић” Милићи
ОШ „Алекса Јакшић” једна је од основних школа у Милићима. Налази се у улици Јована Јовановића Змаја 4. Име је добила по Алекси Јакшићу, грађевинском раднику који је радио на изградњи путева Сарајево—Рогатица—Вишеград—Фоча—Власеница—Зворник након чега долази у Милиће где заснива породицу, једном од оснивача и иницијатора српског гимнастичког друштва „Српски соко” основаног 1906. године у Сарајеву.

## Историјат
Основна школа као конфесионална је отворена 1909. године, захваљујући материјалној помоћи и раду Алексе Јакшића и свештеника Матије Поповића. Од школске 1921—1922. прераста у државну основну школу, која је радила до почетка Другог светског рата, а од 1946. године наставља са радом као четвороразредна основна школа. У почетку је имала два учитеља и једног наставника који је предавао више предмета. Број ученика је растао из године у годину. Народни одбор Среза власеничког отвара 1. септембра 1954. године осмогодишњу школу, за потребе наставе је адаптиран простор Задружног дома у Милићима. Године 1962. централној школи су припојена и подручна одељења Заклопача, Дубница, Бијело поље и Милића Брдо, које су изграђене у периоду 1951—1961. године. Године 1971. су изграђени нови делови данашње зграде основне школе, нове учионице и фискултурна сала.
Од 1986. године школа носи назив ,,Браћа Јакшић” по породици Јакшић који су пореклом са општине Гацко доселили у Милиће у првим деценијама аустроугарске окупације. Школа носи тај назив све до 1. септембра 2010. године када мења назив у Јавна установа Основна школа ,,Алекса Јакшић”. Породица Јакшић је оставила дубоки траг на тим просторима, док је Алекса Јакшић био активан у културно–просветном, политичком и јавном животу у Милићима и Босни и Херцеговини. Последње две деценије број ученика драстично опада. Затворене су подручне школе Милића Брдо, Копривно, Бијело Поље, Заклопача, Рупово Брдо, Нова Касаба и Рашево. У саставу школе данас делују подручне школе Дервента, Дубница и Скугрићи. Школске 2018—2019. године постоји тридесет одељења са 548 ученика од тога 87 похађа наставу у подручним школама, а у њој ради 71 радник. Образовни кадар чини један наставник са мастер дипломом, 31 наставник са високом стручном спремом и четрнаест наставника са вишом стручном спремом. Настава се реализује у две смене, у првој су ученици од петог до деветог разреда, док најмлађи ученици похађају наставу у другој смени. Настава у подручним школама се одвија у првој смени.

## Догађаји
Догађаји основне школе „Алекса Јакшић”:
- Светосавска академија[5]
- Дечија недеља[6]
- Недеља дечијих права[7]
- Дан српског јединства, слободе и националне заставе[8]
- Дан сигурнијег Интернета[9]
- Међународни дан жена[10]
- Светски дан здраве хране[11]
- Светски дан учитеља[12]
- Пројекат „Друга шанса”[13]